# Fernando Molinos Granada
Fernando Molinos Granada (Sòria, Castella i Lleó, 1 d'agost de 1950), ha estat un conegut jugador castellanolleonès de futbol.

## Trajectòria
Va ser format al juvenil del Reial Saragossa, fins que la temporada 1970-1971, va debutar amb el primer equip on hi va romandre 3 temporades, entre Primera i Segona divisió. L'abril del 1974 va fitxar pel RCD Espanyol, on hi va estar 10 temporades, en el qual va disputar 264 partits, i va esdevenir el capità.
L'any 1984 es va retirar del futbol professional, si bé va seguir vinculat al club català com a President de l'Agrupació de veterans fins a 1996, Director general del RCD Espanyol i Director esportiu de l'entitat fins a l'any 2001. Des del 2009 forma part del Consell d'Administració del club. Al marge de l'Espanyol, també ha estat directiu de la Federació Catalana de Futbol i de la Lliga de Futbol Professional.
En juny de 2012 fou nomenat president executiu del Reial Saragossa per Agapito Iglesias García, el màxim accionista del club.